# Lynnt Audoor
Lynnt Audoor, né le 13 octobre 2003 à Merelbeke en Belgique, est un footballeur belge qui joue au poste de milieu de terrain au Club NXT.

## Biographie

### En club

#### Essor avec le Club NXT (2020-2022)
Pur produit de l'académie du Club Bruges, Lynnt Audoor fait ses débuts professionnels avec le Club NXT — l'équipe réserve des brugeois — le 20 septembre 2020 remplaçant Xander Blomme (en) à la 78e minute d'une défaite 2-1 contre le Lierse, en division 1B. 
Il s'illustre ensuite en UEFA Youth League lors de la saison suivante,,, où les jeunes Belges parviennent à s'extraire d'un groupe incluant le PSG, Manchester City et le RB Leipzig, notamment à la faveur d'une double victoire contre les Allemands,.
Ce n'est finalement qu'une victoire inespérée du Paris de Warren Zaïre-Emery — dans les derniers instants du dernier match de poule — qui les prive d'une première place dans le groupe et une qualification directe en huitième, alors qu'ils étaient jusqu'ici invaincus. Pour autant, ces performances valent à Audoor une prolongation de contrat jusqu'en 2025, en même temps que son coéquipier en club et sélection, Cisse Sandra,,.

#### Débuts avec l'équipe première de Bruges (depuis 2022)
Sélectionné par Carl Hoefkens pour la préparation estivale 2022,, Lynnt Audoor fait ses débuts en équipe première du Club Bruges le 17 juillet 2022, suivant les traces de son père, alors qu'il remplace Noah Mbamba lors de la victoire 1-0 des siens en Supercoupe.
S'illustrant également en match amical par la suite, Audoor intègre pleinement l'équipe de première division, notamment pour la Ligue des champions, tout en apparaissant également avec le brassard de capitaine en deuxième division.
Freiné par une blessure musculaire début octobre, il fait ses débuts en Ligue des champions le 26 de ce mois, remplaçant Casper Nielsen lors du match de poule du Club contre le FC Porto,.

### En sélections nationales
International belge en équipes de jeunes, Lynnt Audoor s'impose notamment comme un élément central de l'équipe des moins de 19 ans lors de la saison 2021-22,,,.

## Palmarès

### En club
|  |  | Club Bruges KV - Championnat de Belgique (1) : - Champion : 2022. - Supercoupe de Belgique (2) : - Vainqueur : 2022 et 2025. |

## Vie privée
Lynnt Audoor est le fils d'Yves Audoor, également footballeur professionnel, actif dans les années 1990 notamment au Club Bruges KV,, et le frère jumeau de Sem Audoor (nl) avec qui il a évolué au Club NXT.